# ПАС на літніх Олімпійських іграх 1932
Південно-Африканський Союз брав участь в XII літніх Олімпійських іграх 1932 року в Лос-Анжелесі (США) в сьомий раз за свою історію, завоювавши дві золоті та три бронзові медалі.

## Золото
- Бокс, чоловіки, легка вага — Лоуренс Стівенс.
- Бокс, чоловіки, напівважка вага — Девід Карстенс.

## Бронза
- Бокс, чоловіки, середня вага — Ернест Пірс.
- Легка атлетика, жінки, біг на 80 м з перешкодами — Марджорі Кларк.
- Плавання, жінки, 400 м вільним стилем — Дженні Маакал.